# Zotye T800
Zotye T800 — среднеразмерный кроссовер, выпускаемый китайской компанией Zotye в 2018—2021 годах.

## Описание
Цены на Zotye T800 варьировались от 131800 до 185800 юаней. Во Вьетнаме автомобиль называется Zotye Z8, так как во многом имеет сходство с Zotye T700.

## Сходства с T700
Как и в случае с T700, при разработке дизайна T800 компания ориентировалась на Range Rover. Передняя решётка во многом имеет сходство с Maserati Levante. T700 и T800 оснащались двигателем Mitsubishi 4G63, который сочетался в паре с шестиступенчатой трансмиссией с двойным сцеплением.